# De zingende springende leeuwerik
De zingende springende leeuwerik is een sprookje uit Kinder- und Hausmärchen, de verzameling van de gebroeders Grimm, met als nummer KHM88. De oorspronkelijke naam is Das singende springende Löweneckerchen.

## Het verhaal
Een man vraagt zijn dochters wat ze willen hebben als hij terugkomt van zijn reis, de oudste wil parels, de tweede diamanten en de derde een zingend leeuwerikje. De man heeft de parels en diamanten en laat zijn dienaar naar een boom met een leeuwerikje gaan bij een kasteel. Een leeuw valt aan en de man wordt alleen gespaard als hij het eerste geeft wat hem tegemoetkomt als hij thuiskomt. Hij weigert, maar zijn dienaar zegt dat het ook een hond of kat kan zijn. Met het leeuwerikje gaat de man naar huis en zijn jongste dochter omhelst hem en ziet het leeuwerikje. Hij zegt dat hij haar in ruil moet geven en zij troost hem.
De volgende ochtend gaat ze op weg, de leeuw is betoverd en 's nachts krijgt de koningszoon zijn menselijke gedaante. De bruiloft wordt 's nachts gevierd en overdag slaapt het paar. De oudste zuster van de vrouw gaat trouwen en de leeuwen zullen haar erheen brengen. Ze vertelt dat ze een knappe man heeft en gaat terug naar huis. De tweede dochter trouwt en de leeuw zegt dat hij niet mee wil, omdat dat gevaarlijk is. Licht zou hem in een duif veranderen voor zeven jaren. De vrouw neemt hem en haar kind toch mee en ze laat een zaal metselen waar geen licht in kan komen. In de houten deur zit echter een barstje en als de bruiloftstoet uit de kerk komt, schijnt er licht op de leeuw.
De duif vliegt weg en bij elke zevende stap zal er een rode bloeddruppel en witte veer vallen. De vrouw kan dit spoor volgen en hem verlossen. De zon heeft de witte duif niet gezien, maar geeft de vrouw een kist. De maan geeft haar een ei en dit moet ze breken als ze in nood is. De nachtwind vraagt de drie andere winden en de zuidenwind heeft de witte duif gezien bij de Rode Zee. Hij is weer een leeuw geworden, want de zeven jaren zijn voorbij. Hij vecht met een draak en dit is een betoverde koningsdochter. Op de rechteroever van de Rode Zee staan twijgen en de elfde moet de vrouw meenemen en hiermee moet ze de draak raken.
Ze zal Vogel Grijp zien en met haar geliefde moet ze op zijn rug springen, hij zal ze naar huis brengen. Ze krijgt een noot mee, die ze moet laten vallen als ze boven de zee is en hieruit zal een notenboom oprijzen. Vogel Rijp kan rusten als hij niet genoeg kracht heeft om de overkant te halen. Als ze de draak met de twijg raakt, krijgen de leeuw en de draak hun menselijke gedaante terug. De koningsdochter neemt de jongeman mee op de rug van Vogel Grijp en het meisje is verlaten en begint te huilen. Ze komt bij het kasteel waar het paar woont en hoort dat ze zullen trouwen.
Ze opent haar kistje en er zit een gewaad in wat glinstert als de zon en ze gaat naar het feest. De bruid vindt haar gewaad erg mooi en wil het kopen, maar het meisje wil vlees en bloed. Ze wil in de kamer van de bruidegom slapen. De koningszoon slaapt door een slaapdrank en de volgende dag breekt het verdrietige meisje het ei. Er komt een gouden kloek met twaalf kuikentjes naar buiten. De bruid wil de vogeltjes en opnieuw wil het meisje overnachten in de kamer van de bruidegom.
De koningszoon wordt gewaarschuwd door de kamerdienaar en de slaapdrank wordt niet gedronken. Hij hoort het verhaal van zijn gemalin en is verlost. De betovering is verbroken en ze verlaten het kasteel, want ze zijn bang voor de vader van de koningsdochter. Ze gaan op Vogel Grijp zitten en boven de Rode Zee laat het meisje de noot vallen. De notenboom begint te groeien en de vogel rust uit en brengt hen thuis. Ze vinden hun kind, dat is opgegroeid en leven nog lang en gelukkig.

## Achtergronden bij het verhaal
- Het sprookje komt uit Hessen.
- Het sprookje is rijk aan beelden.
- Het licht dat niet op de bruidegom mag vallen, komt ook voor in Psyche van Apuleius en in De drie zwarte prinsessen (KHM137).
- Vogel Grijp is een fabeldier, hij heeft een adelaarskop, adelaarsvleugels en het lichaam van een leeuw. Koning der dieren in de lucht en op aarde. Grijp kan een verbastering zijn van cherub, engel en is een Nederlandse benaming voor griffioen. De drie veren uit de staart van Vogel Grijp zijn te vergelijken met de drie gouden haren van de duivel in De duivel met de drie gouden haren (KHM29). Zie ook Vogel Grijp (KHM165).
- De winden werden om hulp gevraagd. Het wegblazen van de veer was in Duitsland gebruikelijk als men niet wist welke kant men op wilde, zie ook De drie veren (KHM63).
- De bloeddruppel die een herinnering opwekt, komt ook voor in De trouwe Johannes (KHM6) en De ganzenhoedster (KHM89).
- De overhaaste belofte komt ook voor in het Bijbelverhaal over Jefta (Richteren 11), De koning van de gouden berg (KHM92), Hans-mijn-egel (KHM108), De waternimf in de vijver (KHM181), De drie groene twijgen (KHM206) en in "Het meisje zonder handen" uit Sprookjes uit de Lage landen.
- De bruidegom als dier komt voor in De kikkerkoning (KHM1), Hans mijn egel (KHM188), De oude vrouw in het bos (KHM123) en Het ezeltje (KHM144).
- De boom en de leeuwerik doen denken aan het verhaal uit de oudheid over de levensboom met de vogel feniks, zie ook Van de wachtelboom (KHM47) en De gouden vogel (KHM57).
- In sprookjes wordt vaker een bijzondere plant gebruikt die erg hoog wordt, zoals in Sjaak en de bonenstaak. Het kan staan voor de levensboom of 'Boom des Levens', de Asherah uit de Mesopotamische mythologie, de Axis mundi (de centrale verbindingslijn tussen het zichtbare en het onzichtbare), Ashvatta uit de Vedische mythologie of Yggdrasil uit de Noordse mythologie.
- Ook Bontepels (KHM65) heeft drie gewaden; een van goud, een van zilver en een van sterren en deze worden bewaard in een notendop. Denk ook aan de drie nornen uit de Noordse mythologie, die de levensdraad beheren. Ze staan voor de triade en de Schikgodinnen uit de Griekse mythologie; meisje, dame en oude vrouw (verlangen, hebben, verliezen of geboorte, leven en dood) en worden in sprookjes veelal met schijngestalten (van de maan) aangeduid.
- Vergelijk ook het verhaal over Amor en Psyche en Belle en het Beest.
- Verwisseling van de ware en valse bruid komt voor in Broertje en zusje (KHM11), De drie mannetjes in het bos (KHM13), De ganzenhoedster (KHM89), De witte en de zwarte bruid (KHM135) en Jonkvrouw Maleen (KHM198). Zie ook De kleine zeemeermin.
- Vergelijk Het verhaal van het Keizerskanaal, hier brengt een tijger de heldin naar het drakenpaleis in de Oostelijke Oceaan. Met behulp van een parel kan ze terugkeren.